# Pharma Vision
Die Pharma Vision AG (zeitweise Pharma Vision 2000 AG, ZKB Pharma Vision AG, Rentura AG) war eine Beteiligungsgesellschaft mit Sitz in Glarus, später Zürich, die vor allem in den 1990er-Jahren unter Martin Ebner in Erscheinung trat. Unternehmenszweck war die Beteiligung an Unternehmen im Pharmabereich. Die Gesellschaft war an der SWX kotiert.
Die Pharma Vision wurde 1988 gegründet. 1991 übernahmen Martin Ebner und Christoph Blocher die Kontrolle über die Gesellschaft. Zunächst war Blocher, ab Mitte 1998 dann Ebner Verwaltungsratspräsident. Das Unternehmen investierte hauptsächlich in Roche-Titel. Für Aufsehen sorgten die Erfolgshonorare der Verwaltungsratsmitglieder in Millionenhöhe, ein bis dahin in der Schweiz weitgehend unbekanntes Phänomen. 1997 verkaufte Blocher seinen Aktienanteil (17 % der Stimmrechte) an Ebners BZ-Gruppe. Drei Jahre später wurde die Gesellschaft in Pharma Vision AG umbenannt.
Nach dem Scheitern von Ebners Beteiligungsstrategie musste das Unternehmen im Jahr 2002 an die Zürcher Kantonalbank verkauft werden. Diese verlegte den Sitz der Pharma Vision nach Zürich und benannte sie in ZKB Pharma Vision AG um. 2004 unterbreitete die Zürcher Kantonalbank den übrigen Aktionären der Pharma Vision ein Angebot, die Aktien gegen Anteile eines ZKB-Fonds zu tauschen. Anfang 2005 wurde die Pharma Vision in Rentura AG umbenannt. Ende 2006 wurde die Gesellschaft mit Beschluss der Generalversammlung aufgelöst. Im März 2008 war die Liquidation abgeschlossen und die Firma wurde aus dem Handelsregister gelöscht.